# 木村亜希子
木村 亜希子（きむら あきこ、1971年6月28日 - ）は、日本の女性声優、歌手。福井県吉田郡松岡町（現永平寺町）出身。ケッケコーポレーション所属。所属レーベルはターゲット・エンタテインメント。

## 略歴

### 生い立ち
福井県吉田郡松岡町（現永平寺町）で2人姉妹の長女として生まれる。
小学生の頃合唱コンクールがあり、ピアノを習っていたため伴奏を担当。選ばれてから「どうしよう」と思っていたが、コンクールを無事終えたところ楽しく、人前で何かをする楽しさを知ったのはそれが最初かもしれないという。
授業中に教科書を音読することも好きであり、福井県出身だったが、実家は母が地元の人物ではなかったこともあり、それほどなまっておらず、朗読を教師が褒めてくれたという。

### 声優になるまで
元々テレビ、アニメを見ることが好きであり、中学生の頃にアニメ映画『アリオン』で声優という仕事があることを知り、面白そうだと思ったことが声優になることのきっかけとなる。
中学時代は2週間ぐらいは体操部に体験入部をしていたが、小さい頃、事故で前歯が抜けてしまったことがあり、「体操部でケガをしてまた歯が抜けてしまったら嫌だな」と思い結局、吹奏楽部に所属し、ホルンを担当、1回だけ中部地区大会に出場した経験を持つ。高校時代は単純に漫画が好きで漫画研究部、大学時代は袴姿がカッコよかったこと、今まで運動部経験がなかったため、「運動部に入ってみたい」ということ、「少し変わったことをしてみたかった」ということから、合気道部に所属していた。
家大好きっ子だったこともあり、家でテレビを見たり、雑誌や漫画を読んだり、あとは一人で朗読や台本のまねごとを自宅でしていた。それも両親がいると恥ずかしいことからいない時にしていた。その頃は光ゲンジが流行していたが、クラスの多くの人物たちが光ゲンジの話題で盛り上がっている横で、木村は違う漫画やアニメの話題を話していたという。
以前から友人に「声優になりたいな」と話をしていたが、進路を決める時期で「やっぱり声優になりたい」と思い、アニメ雑誌などで養成所の記事を読んでいた。
養成所の資料を取り寄せて「東京の声優養成所に行きたい」と両親に相談していたが、「とんでもない」と猛反対された。その時に「養成所に行けなくてもいいからとにかく東京に出たい」という気持ちもあり、再び両親に相談していたところ「大学進学するのだったら東京に出てもいいよ」と許しを得て埼玉県の大学の教育学部に進学。
大学時代も特に何もしてはいなかったが、声優になること、演技をすることを思っていた。演劇集団があったが、入団すると「学校に出てこなくなるところだよ」と噂があり、避けていた。授業の中で演技をすることがあり、そこで授業の一環で小さな発表会のようなことをしていた。
その時は楽しいと思う気持ちが強く、知っていた友人、先生が見に来てくれて恥ずかしさもあったが、演じている間は「集中してできたな」と語る。あまり人前で何かをするタイプではないことからから、見に来てくれていた先生も「こういう一面もあるのか」と驚いていたという。
大学4年生の時に「声優になるためにそろそろ真剣に動かなくては」と思い、NHKの通信教育の朗読・ナレーション講座を始める。
周囲の友人は就職活動を始めていたが、木村は「声優になるのだから」と思っていたことからそれほど真剣には就職活動をしなかった。ただし、「生活するためにどこかに就職しなくては」という気持ちはあったが、そんな思いだったことから、なかなか就職が決まらなかったという。
大学卒業後、テレホンセールスの仕事をしていた。しかし売っているものを信用できなかったこと、商品を少し誇大気味にセールスをしなければならなかったことが精神的に苦しくなって続けられなくなってしまった。
「生活もしなければならない、どうしようか」と迷い、母に相談していたところ「辞めなさい」「どうしようもなくなったら帰れるところがあるのだから」と言ってくれて「ありがたいなぁ」とに感謝していた。1週間でその会社を辞めたという。
その後は警備会社の経理事務の仕事をしながら青二プロダクションが一番メジャーだったことから活躍していた声優が青二プロ所属が多かったからというのもあり選択した青二塾日曜クラスに通っていた。
その会社の社長が理解のある人物で、面接に行った時に正直に、「私は声優になりたいのです。それで養成所に通うので日曜の仕事には出られません」と正直に伝えていた。その時に採用してくれ、これ以降もたくさんお世話になったという。
「日曜クラスだけでは絶対足りない」と思い、「いずれ週5日レッスンのある青二塾の本科に入ろう」と考えていたが、経済的に苦しいということがあり、「とりあえず1年間は養成所に通うのはやめて働いてお金を貯めよう」と考えていた。
お金を貯めるための1年後、養成所の広告が雑誌に掲載され始める頃から検討をし始め、1年前に考えていた青二塾の本科の他にも色々な養成所の資料を請求して、入所オーディションを2、3受けていた。
その中の一つが、のちに通うことになる難波圭一が主宰する松濤アクターズギムナジウムであり、オーディションの時の個人面接で難波に「何で声優をやりたいの？」と聞かれた。その時に「中学校の頃に声優を知ってから声優になるのが夢なんです」と話をしていたところ、「夢だって言ってるうちは無理だからやめたほうがいいよ」と言われてしまったことから、泣きそうなくらいショックだった。後のことはあまり覚えていないくらいで「何でこんなことを言われなければならないのだろう？この人とは気が合わないのかも…」と思っていたという。
丁寧にオーディションしてくれたというのがあり、面接であそこまで言ってくれるのはなかなかないことなため、「入所したら得られるものがあるかもしれない」と思った。当時、授業料が安かったのもあり、合格後に松濤アクターズギムナジウムに通うことを決めた。
同アクターズギムナジウムに入所後、火曜・木曜・土曜の夜の時間帯でレッスンがあったが、土曜は会社が休みだったため、問題なく、火曜、木曜は前もって会社に「養成所がありますので定時に帰ります」とお願いしていた。
同アクターズギムナジウム内のオーディションに選ばれてCDドラマに出演。決まった時は嬉しく、1週間ほどだったが、オーディションがあってから結果が出るまでは長く感じ、その仕事ができたということの喜びのほうが強かったという。
このオーディション以降、何回か現場に入れてもらったり、オーディションを受けさせてもらっていた。同アクターズギムナジウムのオーディションに何回も落ちていたことから「オーディションに落ちれば落ちるほど、やはり私には才能がないんじゃないか」と思うようになる。同アクターズギムナジウム1年目の卒業の頃に「継続して学びたい」と思っていたことを難波に相談していた。その時に「オーディションに何回か落ちたってそれは普通のことだから気にすることはない。もう1年学んでみたら」と言われてもらい、継続を決め、その直後のオーディションで同アクターズギムナジウムの2年目の春に『LEGEND OF BASARA』の主人公、更紗役でデビュー。

### キャリア
声優としての活動をするようになってから就職先での仕事は初めのうちは前もって休みをくれて対応していた。『LEGEND OF BASARA』の仕事をし始めてからは、週に何回か休まなくてはならなくなり、3年ほどそこに勤めていたが、終わりのほうは月に1週間ほどしか出勤できないようになっていた。社長は「今、会社を辞めてしまうと収入的に苦しいだろうから仕事のあるときだけ出てきてくれればいいから続けたら」と言ってくれたが、「いつまでも甘えているわけにもいかない」と思い、退社した。
退社時は、自分がどっちをやりたいか考えて、「やはり声優を!」という思いが1番にあったため、「会社に迷惑がかかる」という思いもあったが、会社に行っている時間を「もっと自分の勉強に使ったらオーディションにも受かるかもしれない」と思い、くぎりとして決断していた。
最初に始まった仕事が毎週公開録音のラジオ番組で、ラジオを声優としての活動として想定していなかったため、何をしたらいいのかわからなかった。人前で話すのが一番苦手だったから、この仕事が始まってしばらくは「もう仕事に行きたくない」と思ったことが何度もあった。
全てが初めてだったため、構成作家が常に隣にいてフォローしてくれ、「1日10個、何でもいいからメモしてきなさい」と言われた。それはラジオの残り1分に話題として使ったり、今まで気づけなかったことに気づけるようになったりするからということだったが、今まで興味のないことに興味を持てるようになったりと、勉強になったという。
2年目にテレビアニメ『LEGEND OF BASARA』の放送開始し、その関連の仕事で忙しくなった。当時は知名度があるわけでもなかったため、店頭でキャンペーンをしたこともあった。ただし、『LEGEND OF BASARA』は東京だけの放送ではなかったため、ファンが「作品を見ました」が少しでも来てくれたのがうれしかったという。
『LEGEND OF BASARA』のオーディションに合格した当初はうれしさ、楽しさが勝っていたが、関わっていくうちに、「自分にできるの?」という気持ちが大きくなった。自分が今までやってきたこと、レッスンに対して自信があったわけでもなく、周囲の役者は皆ベテランばかりで、小ささを感じたりしていた。
現場に行き、出来ることには限度があるため、まずは集中し、出来ることをするしかなかった。現場で一緒になった人物の演技を一生懸命観察するなど、家でテレビ、映画を見ていた時にも仕事の一環として意識して見るようになったという。

### 現在まで
2013年1月9日に第一子となる男児を出産したことを発表した。

## 人物
方言は福井弁。
声優としては、テレビアニメを中心に活躍している。歌、舞台にも活躍している。
しばらくの間、舞台にあまり関心がなく松濤アクターズギムナジウムに入所し、難波に指導を受けるようになってから、何度となく「声優っていうのは役者（舞台）と一緒なんだ」と聞かされていた。初めて意識するようになったが、「舞台に率先して立ちたい」と思うことはなく、気持ちのどこかで「舞台に立っていない」ということに引け目を感じていた。現場で一緒していた声優は舞台をしていることが多く、そういう中で舞台に立ったことがないことがいけないことのように感じるようになった。なかなか自分から「舞台に立たせてください」と言う勇気もなかったが、その時に難波の劇団で「舞台に出てみないか」と誘ってくれたため、「いい機会」と思い、最初に参加。していたところ、恥ずかしさと難しさを感じていた。
最初は稽古があったが、客の顔が直接見えない仕事の声優と、前に出て身体を動かして全てを客に見せるという違いが、どう動いたらいいのか全く分からなかった。
2005年時点でも舞台に対して苦手意識がある。稽古中は「もうだめだ…もう舞台はしばらくいいや」と思い、何度もくじけそうなこともあるが、本番になってしまうと楽しく、公演が終えると「舞台ってやっぱりいいなぁ」と思う不思議な魅力があるという。
趣味はイラスト。特技は合気道（二段）。
妹は同じ大学の出身で一緒に暮らしていた時期もある。

## 出演
太字はメインキャラクター。

### テレビアニメ
1997年
- マスターモスキートン'99（千里、アナウンス）

1998年
- 金田一少年の事件簿（鹿沢直美、星野かなえ）
- 時空探偵ゲンシクン（ルネ）
- カードキャプターさくら
- 星方武侠アウトロースター（アイリス、ファイヤーキャット）
- LEGEND OF BASARA（更紗）

1999年
- 下級生（女子生徒、少女）
- コレクター・ユイ（1999年 - 2000年、レスキュー） - 2シリーズ
- さくらももこ劇場 コジコジ（女の人）
- 星方天使エンジェルリンクス（アイリス）
- To Heart（岡田メグミ、女生徒）
- HUNTER×HUNTER（第1作）（ミト）
- ビックリマン2000（アズール、熟水天）

2000年
- 妖しのセレス（浦川由貴）
- こちら葛飾区亀有公園前派出所（擬宝珠桔梗、高山次郎、千葉千恵子 他）
- 幻想魔伝 最遊記（祥琉）
- ドキドキ♡伝説 魔法陣グルグル（ジョセフィーヌ）
- トランスフォーマー カーロボット（大西ユウキ）
- ファーブル先生は名探偵（ルグロ）
- 女神候補生（ロミ・ロット）
- 遊☆戯☆王デュエルモンスターズ（マリク・イシュタール〈幼少期〉）

2001年
- 神鵰侠侶 コンドルヒーロー（郭芙）
- テニスの王子様（橘杏）
- Dr.リンにきいてみて!（万里の母）
- パワーパフガールズ（ラビット・ガール、少女）

2002年
- キャプテン翼（第3作）（藤沢美子）
- GetBackers-奪還屋-（弥勒雪彦）
- 電光超特急ヒカリアン（聖橋ケンタ）
- 東京アンダーグラウンド（高麗）
- 爆転シュートベイブレード シリーズ（2002年 - 2003年、ユウヤ、ラウル） - 2シリーズ
- HAPPY★LESSON（2002年 - 2003年、二ノ舞きさらぎ） - 2シリーズ
- ヒートガイジェイ（テト、女マシーン）
- ポケットモンスター（アリス）
- ロックマンエグゼ（2002年 - 2006年、ロックマン、ラッシュ、ダークロックマン、ファントムロックマン） - 5シリーズ

2003年
- ギルガメッシュ（ウーノ）
- 出撃!マシンロボレスキュー（水前寺小百合、水島純、エイダーロボ二番機、ジェイの母、カザミの母、おばちゃん）
- 真月譚 月姫（蒼崎青子）
- ふたつのスピカ（宇喜多万里香）

2004年
- それいけ!ズッコケ三人組（星野真紀、キャサリン有村〈キャシー〉）
- ファンタジックチルドレン（2004年 - 2005年、シベール、アーノン）
- 舞-HiME（鷺沢陽子、市ノ瀬小百合）

2005年
- UG☆アルティメットガール（小春野繭）
- おくさまは女子高生（片瀬先生）
- おねがいマイメロディ（雨宮晴香）
- 陰陽大戦記（豊穣のルリ）
- ガンパレード・オーケストラ（荒木雪子）
- VIEWTIFUL JOE（トーマス）
- こいこい7（花皇ヲリエ）
- 極上生徒会（小百合の母）
- 蒼穹のファフナー RIGHT OF LEFT（蔵前果林）
- トリニティ・ブラッド（ヴァネッサ・ウォルシュ）
- はっぴぃセブン 〜ざ・テレビまんが〜（若菜）
- 舞-乙HiME（ヨウコ・ヘレネ、リリエ・アディーン）

2006年
- しにがみのバラッド。（浅野昴）
- 獣王星（リカ）
- ゼロの使い魔（ミス・ロングビル / 土塊のフーケ）
- NANA（ヴァーチャルサチコ、凌子）
- ノーキーとおともだち（パコ）
- ポケットモンスター アドバンスジェネレーション（リラ）
- ポケットモンスター ダイヤモンド&パール（ミナエ）
- ポップンベリーのダンスダンス占い（ベリーナ）
- 護くんに女神の祝福を!（2006年 - 2007年、吉村護）
- よみがえる空 -RESCUE WINGS-（本郷みどり）
- 流星のロックマン（2006年 - 2008年、星河あかね ）- 2シリーズ

2007年
- 怪物王女（アロン）
- 鋼鉄神ジーグ（妃魅禍、司馬まゆみ）
- しおんの王（女医）
- 人造昆虫カブトボーグ V×V（中島トメ）
- スカイガールズ（周王紀里子）
- BLUE DRAGON（2007年 - 2009年、デルフィニウム） - 2シリーズ
- ミヨリの森（陽子）
- MOONLIGHT MILE 1stシーズン -Lift off-（宮里の妻）
- もえたん（マジメロ、美穂、ナオ〈子供時代〉、女子高生1）

2008年
- おねがい♪マイメロディ きららっ★（雨宮晴香）
- バトルスピリッツ 少年突破バシン（2008年 - 2009年、お京 / クイーン、フトシ、館内アナウンス、ママ〈代役〉）
- シュガーバニーズ（2008年 - 2009年、くろうさ〈2代目〉） - 2シリーズ
- 北斗の拳 ラオウ外伝 天の覇王（サクヤ）
- ポルフィの長い旅（セシル）
- まかでみ・WAっしょい!（トリンシア）
- MAJOR 4th season（ジョー・ギブソンJr.〈少年期〉）
- ライブオン CARDLIVER 翔（天尾歩、ケンタ）

2009年
- 銀魂（六角霧江）
- 獣の奏者 エリン（ソジュ）
- こばと。（藤本清和〈7歳〉）
- 宇宙をかける少女（エル・スール、御鏡晶）
- 花咲ける青少年（キャスリーン〈1955年〉）

2010年
- リタとナントカ（リタのママ、生徒）

2012年
- イナズマイレブンGO クロノ・ストーン（2012年 - 2013年、フェイ・ルーン）
- TARI TARI（高橋智子）
- ハイスクールD×D（2012年 - 2015年、真羅椿姫） - 3シリーズ
- ポケットモンスター ベストウイッシュ（ニック）

2013年
- きんいろモザイク（2013年 - 2015年、カレンのママ） - 2シリーズ
- 凪のあすから（紡の母）

2015年
- 山田くんと7人の魔女（園山キク、美琴の母）

2016年
- Re:ゼロから始める異世界生活（母親） - 2020年に第1期新編集版が放送
- うどんの国の金色毛鞠（中島の母）
- 競女!!!!!!!!（北斗瞳）
- 石膏ボーイズ（奥さん、老婆、アテナ、子供、石本春子 他）

2017年
- エルドライブ【ēlDLIVE】（ミミおばさん）
- MARGINAL#4 KISSから創造るBig Bang（お母さん）
- 恋と嘘（根島智里）
- モンスターハンター ストーリーズ RIDE ON（ゲイル母）

2018年
- 寄宿学校のジュリエット（女教師、白猫の寮 寮監）

2019年
- 真夜中のオカルト公務員（山城課長）
- Dr.STONE（ルリの母）

2020年
- ちはやふる3（山本理沙）
- フルーツバスケット（楽羅の母）

2021年
- さよなら私のクラマー（能見の母、久乃木1番、小野町子）

2022年
- 最遊記RELOAD -ZEROIN-（宿屋の受付）

### 劇場アニメ
- 千年女優（2002年[29]）
- Piaキャロットへようこそ!! -さやかの恋物語-（2002年、木ノ下貴子）
- 劇場版 テニスの王子様 跡部からの贈り物 〜君に捧げるテニプリ祭り〜（2005年、橘杏）
- ロックマンエグゼ 光と闇の遺産（2005年、ロックマン[30]）
- 劇場版イナズマイレブンGO vs ダンボール戦機W（2012年、フェイ・ルーン）
- イナズマイレブン 超次元ドリームマッチ（2014年、フェイ・ルーン）
- 映画 さよなら私のクラマー ファーストタッチ（2021年、恩田楓）
- 劇場版 きんいろモザイク Thank You!!（2021年、カレンのママ）

### OVA
1998年
- スターライトスクランブル 恋愛候補生（風巻夏美）
- 火宵の月〜秋狂言〜（式神の女、遊女）

1999年
- 超神姫ダンガイザー3（1999年 - 2001年、鳳麗華）
- 倒凶十将伝（奈々緒・ファリーナ）

2001年
- HAPPY★LESSON（二ノ舞きさらぎ）

2003年
- True Love Story Summer Days, and yet...（先生）
- とっとこハム太郎 ハムちゃんずの宝探し大作戦! 〜はむはー!すてきな海のなつやすみ〜（ビスカスちゃん）

2004年
- HUNTER×HUNTER G・I Final（ビスケ〈2代目〉）

2006年
- 舞-乙HiME Zwei（ヨウコ・ヘレネ）

2008年
- 舞-乙HiME 0〜S.ifr〜（レイ・ジャガーノート、レイト）

2010年
- 模型戦士ガンプラビルダーズ ビギニングG（イレイ・ウララ）

2014年
- ふたりエッチ（緒方也実）

### Webアニメ
- 幕末機関説 いろはにほへと（2006年、姉）

### ゲーム
- テニスの王子様シリーズ（橘杏）

1996年
- バトルバ

1997年
- 雀帝BATTLE COS-PLAYER（トントン）

1998年
- ツインズストーリー きみにつたえたくて…（大山紗弥佳）
- 恋愛候補生 STARLIGHT SCRAMBLE（風巻夏美）

1999年
- To Heart（岡田）

2000年
- NEUES（アン・バイン）
- ラブリーポップ麻雀 雀々しましょ2（真木瀬ゆり）

2001年
- HAPPY★LESSON（二ノ舞きさらぎ）

2003年
- あしたのジョー〜まっ白に燃え尽きろ!〜（白木葉子）
- 鬼武者 無頼伝（ロックマン）
- ロックマンエグゼ シリーズ（2003年 - 2023年、ロックマン） - 4作品

2005年
- THE 鑑識官（江波識子）

2006年
- ガンパレード・オーケストラ（荒木雪子）
- .hack//G.U.（2006年 - 2017年、欅） - 4作品

2007年
- Dear Pianissimo refrain（花山田茉莉花）
- SDガンダム GGENERATION（2007年 - 2012年、シェリンドン・ロナ、マーベット・フィンガーハット 他） - 5作品
- ガンダムバトルクロニクル（女性パイロット）
- テイルズ オブ イノセンス（ルカ・ミルダ）
- 妖鬼姫伝 〜あやかし幻灯話〜（柊千歳）
- ルミナスアーク（イリス）

2008年
- ガンダムバトルユニバース（女性パイロット）
- ふしぎ遊戯 朱雀異聞（張宿）

2009年
- 家庭教師ヒットマンREBORN!DS フェイトオブヒートII 運命の二人（ビオキルル）
- テイルズ オブ ザ ワールド レディアント マイソロジー2（ルカ・ミルダ）
- テイルズ オブ バーサス（ルカ・ミルダ）
- 北斗の拳 ラオウ外伝 天の覇王（サクヤ）

2010年
- .hack//Link（欅）

2011年
- テイルズ オブ ザ ワールド レディアント マイソロジー3（ルカ・ミルダ）
- マスケティア（ミレディ）

2012年
- イナズマイレブンGOシリーズ（2012年 - 2013年、フェイ・ルーン） - 2作品
- イナズマイレブンGO ストライカーズ2013（フェイ・ルーン）
- テイルズ オブ イノセンス R（ルカ・ミルダ）
- テイルズ オブ ザ ヒーローズ ツインブレイヴ（ルカ・ミルダ）

2014年
- Enkeltbillet（ジュディ・シュワルツ）
- 機動戦士ガンダム エクストリームバーサス（2014年 - 2016年、マーベット・フィンガーハット） - 3作品
- テイルズ オブ ザ ワールド レーヴ ユナイティア（ルカ・ミルダ）
- ハイスクールD×D NEW FIGHT（真羅椿姫）

2018年
- テイルズ オブ ザ レイズ（ルカ・ミルダ）

2019年
- ドラえもん のび太の牧場物語（エティ）

2020年
- デュエル・マスターズ プレイス（ロックマン）
- ロックマンX DiVE（ロックマン.EXE）

2021年
- スーパーロボット大戦30（マーベット・フィンガーハット）

2023年
- ＃コンパス 戦闘摂理解析システム（ロックマン.EXE）

2024年
- 機動戦士ガンダム U.C. ENGAGE（マーベット・フィンガーハット）

### ドラマCD
- イタズラなKiss（松本裕子）
- おジャ魔女どれみ Blu-ray BOX 初回生産限定特典ドラマCD（マジョルカ）
- テイルズ オブ イノセンス Vol.1・2（ルカ・ミルダ）
- WORKING!!（小鳥遊梢）

### 吹き替え

#### 映画
- ビューティフル・ピープル（2000年）
- クレイジー/ビューティフル（2001年、マディ）
- ヘルボーイ（2004年）
- エボリューション（2005年、ナディーン〈キャサリン・タウン〉）※日本テレビ版
- 凶悪海域/シャーク・スウォーム（2008年、エイミー・ザッカーマン）
- オーストラリア（2009年、ナラ〈ブランドン・ウォルターズ〉）

#### ドラマ
- コールドケース7 ザ・ファイナル（2011年、シャンドラ・パターソン）

### DVD
- テイルズ オブ フェスティバル 2009

### ナレーション
- SSS活動情報共有ポータルの歩き方
- 都政記録2012
- 巡視艇建造計画準備調査
- アガツマ「ねんDo」販促用DVD
- 超人気番組大集合!春のサルヂエ祭り！2006
- NTT ドコモ 四国
- 味の素 野菜の「出汁煮」基本編

### ラジオ
- 木村亜希子1314Vステーション（ラジオ大阪）
- 木村亜希子のBASARAナイト（文化放送）
- 木村亜希子 恋愛候補生East（文化放送）
- とりあえず、オールO.K.!?
- テニスの王子様 オン・ザ・レイディオ（2004年、文化放送）
- 新テニスの王子様 オン・ザ・レイディオ（2022年、文化放送）

### その他コンテンツ
- ミュージカル リカちゃん（1999年12月24日 - 2000年1月6日）[39]
- コトブキヤ『ロックマンエグゼ』プラモデル プロモーションムービー（2022年4月26日、ロックマン[40]）

## ディスコグラフィ

### アルバム
- 真冬のひまわり（KSS）[KLCA-2005]
- バースディ・ディスク キャンサー（蟹座）（サイトロン）[SCDC-00097]
- Re: [INCA-3002]
- リセット [INCA-3008]

### シングル
- i の余韻（KSS）[KLDA-1003]
- テニスの王子様シリーズ
- 夏のお嬢さん（橘杏）

### シリーズ一覧
1. ↑  第1シリーズ（2002年 - 2003年）、第2シリーズ『AXESS』（2003年 - 2004年）、第3シリーズ『Stream』（2004年 - 2005年）、第4シリーズ『BEAST』（2005年 - 2006年）、第5シリーズ『BEAST+』（2006年）
2. ↑  『流星のロックマン』（2006年 - 2007年）、続編『流星のロックマン トライブ』（2007年 - 2008年）
3. ↑  『トランスミッション』（2003年）、『5DSツインリーダーズ』（2005年）『オペレートシューティングスター』（2009年）、『アドバンスドコレクション』（2023年）
4. ↑  『Vol.1 再誕』『Vol.2 君想フ声』（2006年）、『Vol.3 歩くような速さで』（2007年）、『Last Recode』（2017年）
5. ↑  『SPIRITS』（2007年）、『WARS』（2009年）、『WORLD』『3D』（2011年）、『OVER WORLD』（2012年）
6. ↑  『2 クロノ・ストーン ネップウ/ライメイ』（2012年）、『ギャラクシー ビッグバン/スーパーノヴァ』（2013年）
7. ↑  『フルブースト PS3版』（2014年）、『マキシブースト』（2014年）、『マキシブースト ON』（2016年）